# Cosmo Duff-Gordon
Sir Cosmo Edmund Duff-Gordon (22. července 1862 Londýn – 20. dubna 1931 Kensigton, Londýn) patřil mezi pasažéry lodi Titanic, kteří v roce 1912 přežili její ztroskotání.

## Život
Byl synem ctihodného Cosma Lewise Duff-Gordona a Anny Marie, rozené Antrobusové. Studoval v Etonu a v roce 1896 se stál pátým baronetem z Halkinu (do šlechtického stavu byl povýšen Cosmův prastrýc v roce 1813 za služby prokázané koruně během poloostrovní války; jeho rodina také založila stále fungující vinařství Duff Gordon, vyrábějící ve Španělsku Sherry).
V roce 1900 se oženil s Lucy Wallaceovou, nejstarší dcerou Douglase Sutherlanda. Lucy Duff-Gordonová byla známou návrhářkou vlastnící módní závod „Maison Lucile“ s pobočkami na obou stranách Atlantiku.
Věnoval se šermu, v roce 1906 byl členem týmu, který vybojoval stříbrnou medaili na olympijských mezihrách v Athénách.

## Potopení Titanicu
Známým se Cosmo Duff-Gordon stal tím, že přežil potopení Titanicu. Na Titanic nastoupil se svou manželkou a její sekretářkou na lístek číslo 11755 (stál 39 liber a 12 šilinků), a aby se vyhnuli pozornosti tisku, cestovali pod jménem Morgan a Morganová.
V noci ze 14. na 15. dubna 1912, když se Titanic potápěl, se otázal důstojníka Murdocha, který řídil spouštění záchranného člunu číslo 1, zda by mohl on a jeho choť nastoupit; on prý odpověděl, že by byl velmi potěšen, kdyby ano. Podle jiných svědků však řekl jen „Ano, skočte tam“.[zdroj⁠?!] O pár minut později byl člun číslo jedna spuštěn s dvanácti osobami na palubě, z toho bylo 7 členů posádky a 5 cestujících 1. třídy.
Po potopení se vedoucí topičů Charles Hendrickson zeptal těch, kteří byli ve člunu, zda by se neměli vrátit k místu potopení a pokusit se zachránit tonoucí. Lady Duff-Gordonová jej však varovala, že by mohli být převrženi lidmi pokoušejícími se dostat se do člunu. Několik lidí souhlasilo s tím, že je to nebezpečné. Posléze byl Hendrickson přesvědčen cestujícím 1. třídy Charlesem Henrym Stengelem, aby pluli za světlem v dáli. Stengel pak vykřikoval rozkazy, dokud ho sir Cosmo neumlčel. Ještě chvíli veslovali za světlem, ale nepřibližovalo se, tak to vzdali a navázat kontakt s ostatními čluny se také nepodařilo. Tak zůstalo 12 přeživších stát na místě, zatímco stovky dalších opodál bojovaly o život.
Lady Duff-Gordonová řekla své sekretářce Lauře Francatelliové: „Přišla jste o váš krásný noční úbor.”[zdroj⁠?!] A topič Robert Pusey si postěžoval, že ztratili veškerou výstroj a osobní věci, a od hodiny potopení se mu zastavila mzda. Cosmo jim nabídl, že po návratu do New Yorku dá každému 5 liber. Toto byla záruka, že bude mít ve člunu hlavní slovo. Později čelil u britské vyšetřovací komise obvinění z podplácení osob ve člunu pro zajištění bezpečí pro sebe a svou choť. Nikdy však usvědčen nebyl, a až do konce života těžce nesl, že jej veřejně označovali za lháře.
Sir Cosmo zemřel 20. dubna 1931. V době smrti bydlel v Alfred Place v South Kensingtonu. On a později i jeho žena byli pohřbeni na hřbitově v Brookwoodu poblíž Londýna.

## Cosmo Duff-Gordon ve filmu
Ve filmu Titanic režiséra Jamese Camerona, natočeném v roce 1997, jej ztvárnil Martin Jarvis a hercova manželka, Rosalind Ayres, si zahrála Lady Duff-Gordonovou.